# Dickson Mbetewa
Dickson Mbetewa (ur. 13 marca 1961) – malawijski piłkarz grający na pozycji obrońcy. W swojej karierze rozegrał 32 mecze w reprezentacji Malawi.

## Kariera klubowa
Całą swoją piłkarską karierę Mbetewa spędził w klubie Silver Strikers, w którym zadebiutował w 1979 roku i grał w nim do 1987 roku. Wywalczył z nim mistrzostwo Malawi w sezonie 1985.

## Kariera reprezentacyjna
W reprezentacji Malawi Mbetewa zadebiutował w 1981 roku. W 1984 roku został powołany do kadry na Puchar Narodów Afryki 1984. Na tym turnieju zagrał w trzech meczach grupowych: z Algierią (0:3), z Nigerią (2:2) i z Ghaną (0:1). W kadrze narodowej grał do 1987 roku. Rozegrał w niej 32 mecze.